# Pieve Fosciana
Pieve Fosciana è un comune italiano di 2 210 abitanti della Garfagnana, nella provincia di Lucca in Toscana.

## Storia

### Origini
Il territorio di Pieve Fosciana conserva lontane tracce preistoriche risalenti al neolitico.
I primi insediamenti nella zona di Pieve Fosciana risalgono all'epoca romana, come dimostrano i ritrovamenti archeologici rinvenuti e databili a tale epoca.
Il nome della località deriva probabilmente dal composto di "pieve", con riferimento ad un'antica pieve presente sul territorio e che amministrava la comunità, e del nome di persona latino Fuscianus, al quale venne aggiunto il suffisso -ana ad indicarne appartenenza. La nascita della pieve, come tutte le pievi lucchesi, è avvolta in un alone di mistero: da vecchi manoscritti rinvenuti a Lucca, si ritiene che la pieve sia stata fondata dal vescovo san Frediano nel VI secolo d.C.

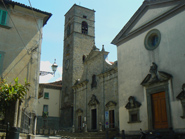
La Pieve di San Giovanni Battista

### Medioevo
Alla caduta dell'Impero Romano il territorio venne abbandonato a causa delle frequenti invasioni barbariche tipiche di quel periodo, per ripopolarsi nuovamente durante l'Alto Medioevo. Un documento di oltre 1200 anni fa, precisamente del 764, riporta per la prima volta il nome di un pievano locale, tale Gunduald di origine longobarda. Costui pare abbia costruito la chiesa di Santa Maria di Campori (da Campolus, cioè lembo estremo del Campus Fuscianus).
Sin dal principio la comunità di Pieve Fosciana si dedicò all'agricoltura che costituì sempre la fonte principale di ricchezza del borgo. Nel corso del Medioevo il paese ebbe una notevole importanza grazie alla sua pieve, unico edificio religioso di tutto il territorio della Garfagnana ove si poteva ricevere il battesimo, come attestato da un documento ufficiale risalente al 1168. Nella prima metà del Quattrocento un noto predicatore francescano, il beato Ercolano da Piegaro, ricevette da papa Eugenio IV, suo familiare, l'autorizzazione a fondare in Garfagnana alcune convivenze del movimento riformatore dell'osservanza. Nacquero così due conventi intitolati a san Francesco: uno nei dintorni di Barga ed un altro proprio a Pieve Fosciana. Circondato da fama di santità, Ercolano morì nel 1451 nel convento di San Francesco "ai Frati". Le sue reliquie sono tuttora conservate nella chiesa di Pieve.

### Dall'età moderna ai giorni nostri
Tra il XII e il XV secolo Pieve Fosciana venne annessa ai possedimenti del Ducato di Modena degli Estensi, la cui dominazione si protrasse fino all'invasione delle truppe francesi guidate da Napoleone Bonaparte. Nel 1814, dopo la caduta dell'Impero Napoleonico, Pieve Fosciana ritornò agli Estensi che vi governarono fino alla sua annessione al Regno d'Italia avvenuta nel 1861 ad opera del re Vittorio Emanuele II di Savoia. Già nel 1831, però, fu esposta in paese la bandiera tricolore, la prima in Toscana, ed alcuni abitanti parteciparono alle guerre risorgimentali fin dal 1848. Alla fine della seconda guerra mondiale, Pieve Fosciana si trovò per oltre sette mesi nell'immediata retrovia della Linea Gotica, subendo bombardamenti di artiglieria ed aerei. Il 20 aprile 1945, sventolò di nuovo sull'antico campanile il tricolore, forse il primo oltre la Linea.

### Simboli
Lo stemma comunale ha uno sfondo d'argento, sul quale spiccano un cuore rosso ed il motto latino Unum sumus ("Siamo una cosa sola"). Il suo significato è da ricercare nella storia risorgimentale, quando i pievarini, con grande slancio di generosità, presero parte ai primi moti rivoluzionari ispirati da Ciro Menotti; il cuore ricorda, quindi, l'intensità dei sentimenti patriottici. Il gonfalone è un drappo partito di bianco e di rosso.

## Monumenti e luoghi d'interesse

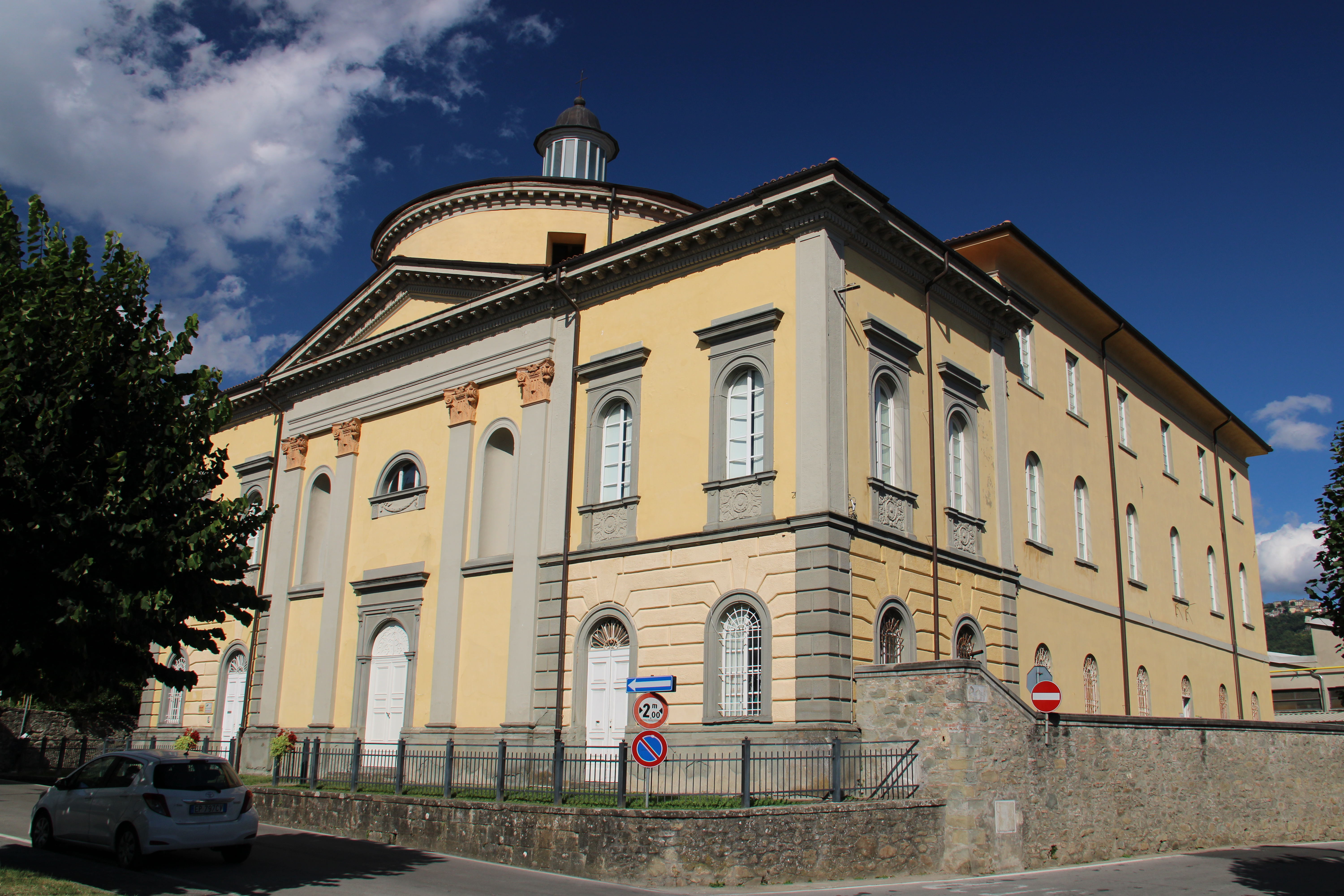
Il convento di Sant'Anna

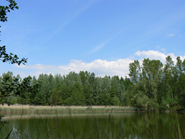
Il laghetto termale

Tra i monumenti di maggiore rilievo nel comune di Pieve Fosciana citiamo qui la pieve di San Giovanni Battista nel capoluogo, la chiesa di San Magno e la chiesa della Madonna con l'omonimo ponte a Pontecosi, la torre di Sillico e l'antico mulino ad acqua ancora funzionante, appartenente alla famiglia Regoli da cinque generazioni.
A circa 300 metri dal centro abitato vi è Lago di Prà di Lama ed il paese ha anche un piccolo bacino termale dove molte persone fanno bagni e docce nelle sue acque perché ritenute ottime per combattere dolori ossei e molti piccoli problemi fisici.
Di interesse, infine, sono anche i sentieri del Moro.

## Società

### Evoluzione demografica
Abitanti censiti

### Etnie e minoranze straniere
Secondo i dati ISTAT al 31 dicembre 2010 la popolazione straniera residente era di 112 persone. Le nazionalità maggiormente rappresentate in base alla loro percentuale sul totale della popolazione residente erano:
- Romania 54 2,20%

### Tradizioni e folclore
Il paese di Pieve Fosciana conserva alcune vecchie tradizioni: una di queste è la ricorrenza annuale del Carnevale, nel quale gareggiano le antiche contrade. Il Martedì grasso si "brucia il Carnevale" incendiando un pupazzo che lo rappresenta. Come finale si usa suonare "la Grossa" (la campana maggiore della Pieve) che dà il segnale d'inizio della Quaresima. L'usanza è documentata come plurisecolare.
La più conosciuta tradizione è, però, la Festa della Libertà, che risale al 1369. Ha origine dalla liberazione di Lucca da parte dell'imperatore Carlo IV e ricorre ogni anno la domenica dopo Pasqua ed il lunedì seguente. Dal punto di vista religioso, in questi giorni si commemora a Pieve la SS. Annunziata. All'altare omonimo si celebravano un tempo i matrimoni ed il gruppo robbiano ivi custodito è ancora adesso oggetto di venerazione in tali occasioni.
Da alcuni anni, nel secondo giorno della Festa della Libertà vengono festeggiate le nozze d'oro e d'argento del paese. Fin dal 1800 alla festa si è aggiunta una fiera, a formare una vera festa di primavera per tutta la Garfagnana. Usanza della festa è assaggiare la torta di riso, che ha sostituito la torta di farro (ora in ritorno).
Una caratteristica locale è L'addobbatura (ornamentazione con drappi) dell'interno della chiesa, dalla Domenica delle Palme alla 2ª domenica di Pasqua.
Altre feste religiose sono la millenaria solennità di San Giovanni, il 24 giugno, e la festa di Beato Ercolano, il 31 agosto.

## Cultura

### Eventi
Nelle estati pievarine troviamo molte sagre adornate dallo scenario garfagnino. Nella settimana centrale di agosto si può partecipare alla gustosa Passeggiata Formenton 8 file dove, per le vie e le aie del paese, vengono riprodotte antiche scene contadine in costume e servite pietanze tradizionali a base del tipico prodotto pievarino formenton 8 file (antica specie di mais a 8 file di semi) seguito da buon vino locale. Al termine dell'estate si tiene l'ultima sagra paesana estiva, la Festa della Bistecca.

## Geografia antropica
Gli abitanti sono distribuiti in 897 nuclei familiari con una media di 2,64 componenti per nucleo.
Per quanto riguarda l'occupazione, nel territorio risultano esserci:
- 51 attività industriali con 360 addetti pari al 55,13% della forza lavoro occupata;
- 55 attività di servizio con 132 addetti pari al 20,21% della forza lavoro occupata;
- altre 44 attività di servizio con 122 addetti pari al 18,68% della forza lavoro occupata;
- 18 attività amministrative con 39 addetti pari al 5,97% della forza lavoro occupata.[senza fonte]

## Economia
A Pieve Fosciana è stato installato un distributore di latte crudo, primo nel suo comune e tra i primi in tutta la Valle del Serchio. Il latte venduto deriva dai piccoli allevatori bovini del paese, i cui animali sono cresciuti con foraggi ed erbe della Garfagnana.

## Amministrazione
- Classificazione sismica: zona 2 (sismicità medio-alta), Ordinanza PCM 3274 del 20/03/2003
- Classificazione climatica: zona E, 2448 GR/G
- Diffusività atmosferica: bassa, Ibimet CNR 2002

Di seguito è presentata una tabella relativa alle amministrazioni che si sono succedute in questo comune.
| Periodo        | Periodo        | Primo cittadino    | Partito                         | Carica  | Note                 |
| -------------- | -------------- | ------------------ | ------------------------------- | ------- | -------------------- |
| 3 luglio 1988  | 7 giugno 1993  | Antonio Tognarelli | Democrazia Cristiana            | Sindaco | [ 5 ]                |
| 7 giugno 1993  | 28 aprile 1997 | Antonio Tognarelli | Democrazia Cristiana            | Sindaco | [ 5 ]                |
| 28 aprile 1997 | 14 maggio 2001 | Antonio Tognarelli | Forza Italia                    | Sindaco | [ 5 ]                |
| 14 maggio 2001 | 29 maggio 2006 | Amerino Pieroni    | centro-sinistra                 | Sindaco | [ 5 ]                |
| 29 maggio 2006 | 16 maggio 2011 | Amerino Pieroni    | L'Unione                        | Sindaco | [ 5 ]                |
| 16 maggio 2011 | 5 giugno 2016  | Francesco Angelini | lista civica Unione democratica | Sindaco | [ 5 ]                |
| 5 giugno 2016  | 4 ottobre 2021 | Francesco Angelini | lista civica Unione democratica | Sindaco | [ 5 ]                |
| 4 ottobre 2021 | 26 maggio 2025 | Francesco Angelini | lista civica Unione democratica | Sindaco | <deceduto in carica> |

## Galleria d'immagini

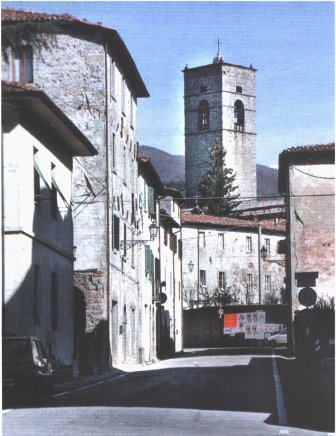
Scorcio di via San Giovanni e il campanile della Pieve
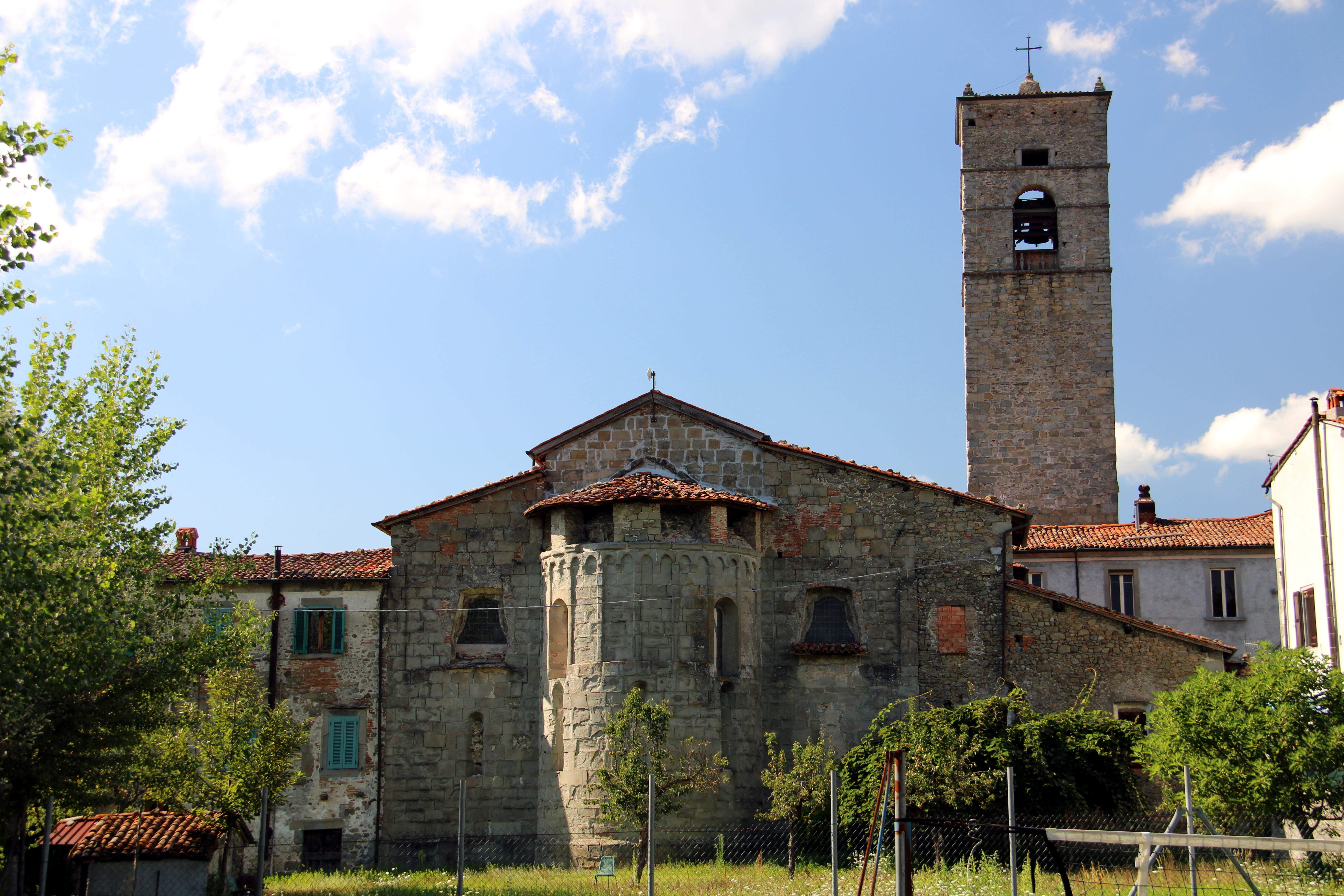
La Pieve, in primo piano l'abside
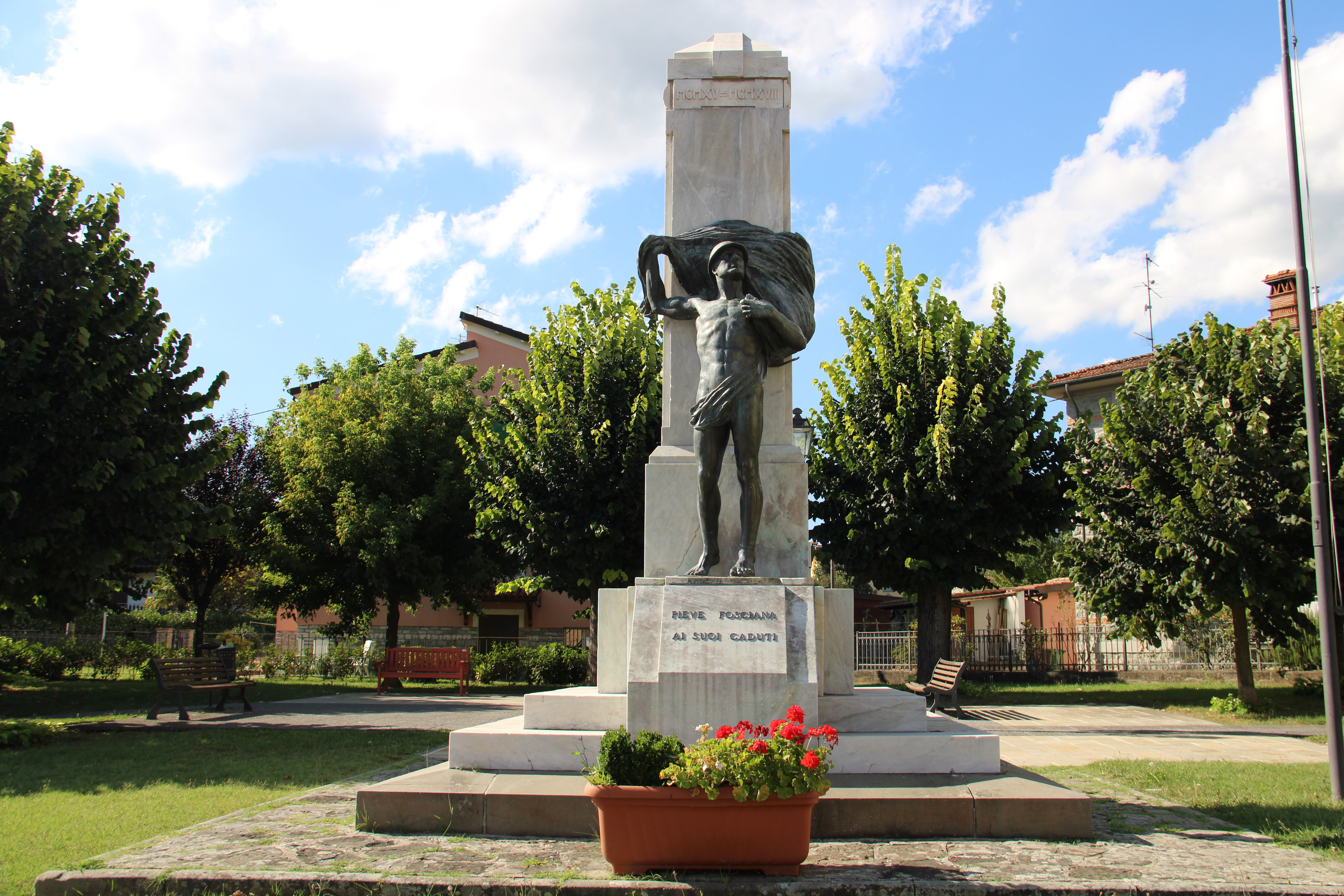
Monumento ai caduti di Pieve Fosciana